# 扎利曼农村居民点
扎利曼农村居民点（俄语：Залиманское сельское поселение）是俄罗斯联邦沃罗涅日州博古恰尔区所属的一个农村居民点。其下辖有3个居民点，行政中心为扎利曼。据2016年统计，该农村居民点的人口为3313人。